# Geronimo: amerykańska legenda
Geronimo: amerykańska legenda (Geronimo: An American Legend) – film amerykański z 1993 roku w reżyserii Waltera Hilla.

## Obsada
- Wes Studi – Geronimo
- Jason Patric – Charles B. Gatewood
- Gene Hackman – Gen. George Crook
- Robert Duvall – Al Sieber
- Matt Damon – Płk Britton Davis

## Fabuła
Film opowiada o wydarzeniach poprzedzających schwytanie Geronimo w 1886 roku.
Apacze niechętnie zgodzili się na osiedlenie w rezerwacie wyznaczonym przez rząd USA. Jednak nie wszyscy z nich chcą zostać farmerami, a Geronimo w szczególności. Widząc złamane obietnice oraz bezsensowne kroki podejmowane przez rząd, wraz z trzydziestką wojowników upokorzył rząd uciekając przed porwaniem oraz odzyskując to, co prawnie należało do plemienia.